# 肘折温泉

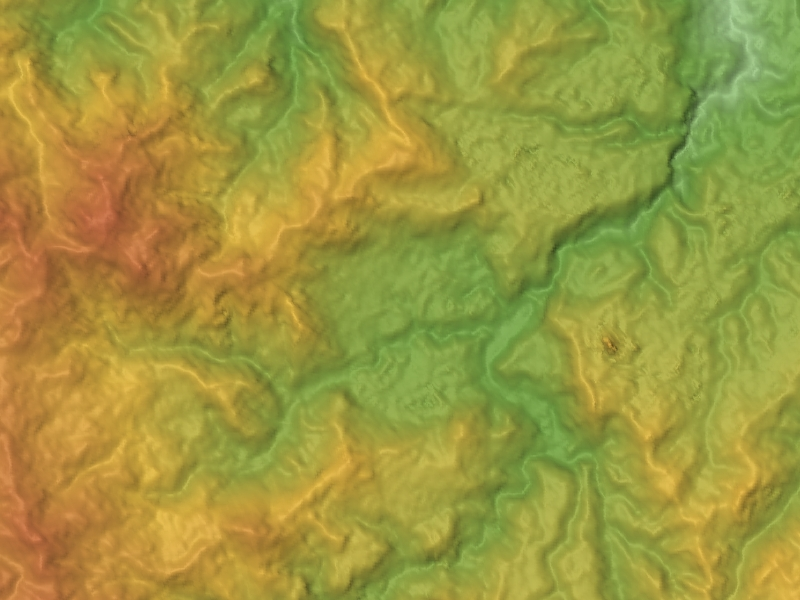
肘折カルデラ

肘折温泉（ひじおりおんせん）は、山形県最上郡大蔵村にある温泉。

## 地理
「肘折カルデラ」と呼ばれる直径2キロメートルのカルデラ（凹地・窪地）の東端に位置する。カルデラの中心にある黄金温泉、最奥部の野湯である石抱温泉などとともに肘折温泉郷を形成している。
温泉街の一角にある「小松渕」は、トロイデ型（鐘状）火山の噴火口が渕になったものである。肘折カルデラは気象庁によって活火山に指定されており、肘折温泉郷全体が「肘折火山」のマグマ溜りの上に位置している。
日本有数の豪雪地帯としても有名であり、冬季の積雪量は4メートルを越えることもある。ニュース番組の気象情報では、時々、当地の積雪量が全国ニュースで紹介される。旅館17軒で「積雪最大記録を更新したら宿泊無料」というキャンペーン“ドカ雪割”を実施していたところ、2018年（平成30年）2月の豪雪で初めて適用され、予約や問い合わせが相次いだ。

## 泉質
- -ナトリウム-塩化物・炭酸水素塩泉

## 温泉街
月山の麓、銅山川沿いに数多くの旅館が存在する。古くは湯治場であったことから、自炊部を持つ旅館が多い。木造建築の古い旅館や住宅が多く、鄙びた湯治場の雰囲気を形成している。1937年（昭和12年）に建てられた木造の『旧肘折郵便局舎』は、温泉街のちょうど真中にあり、肘折の〈懐かしさ〉を演出する街の小さなランドマーク。1995年（平成7年）に郵便局としての役割を終え、当時は取り壊しも検討されたが、肘折の人々の願いにより保存された。現在入館は出来ない。
肘折の温泉街には、初恋足湯（源泉公園）、嘉右ェ門の足湯（大友屋）、六助の足湯（若松屋）、金兵ェの足湯（肘折ホテル新館）、のんのん足湯、丸屋の箱檜葉足湯の6つの足湯がある。川上にある源泉公園には、共同源泉があり、お湯が勢いよく湧き出す様子が見ることができる。
現在温泉街にある商店の中で最も古いのは1896年（明治29年）に旅館から商売替えした横山仁右衛門商店である。温泉土産には、ほていや商店のほていまんじゅう、いでゆ館の肘折カルデラサイダーがある。ほていまんじゅうは、肘折の開湯縁起で地蔵権現が開祖源翁に与えた「赤茶色で円形の甘い食べ物」という逸話を基に作られた。
肘折カルデラサイダーは、斉藤茂吉が肘折に逗留した際、湧出する炭酸泉に砂糖を入れた飲み物に感激し、「泡立ちて湧きくる泉の香を好と　幾むすびしつけふの日和に」と詠んだことに由来する。
春～秋の間、朝5時30分から、湯治客向けの朝市が行われている。肘折の朝市は1917年（大正6年）に基本的な枠組みが作られ、当時は50人前後もの行商人が各旅館前に群集し、農産物や日用品を販売した。
共同浴場は3軒存在するが、内2つは地元専用となっており一般の入浴客は入ることができない。それ以外にも日帰り入浴施設が存在する。

## 歴史

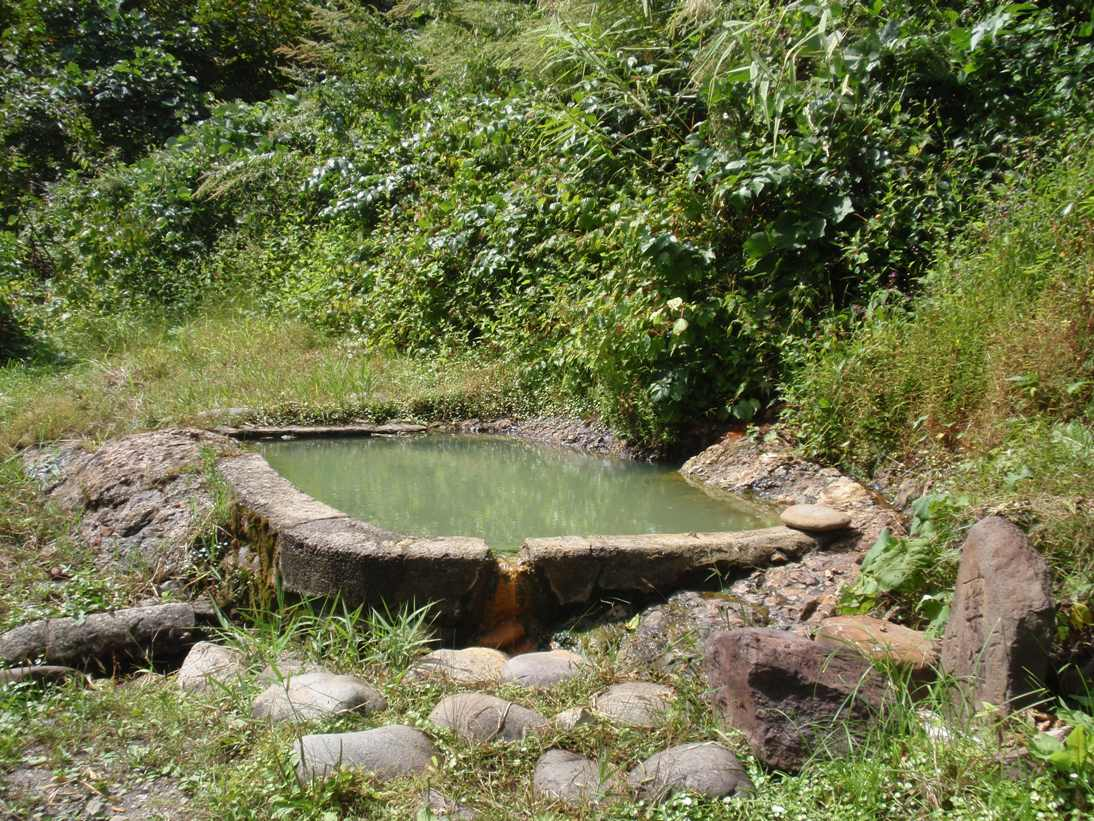
石抱温泉

開湯は平安時代の西暦807年（大同2年）である。豊後国出身の源翁がこの地を訪れた際、老僧（地蔵権現）より肘を折った際に治療した温泉を教えられた、という伝説が残る。温泉名もこれに由来して肘折温泉となったとされるが、折口信夫は銅山川がここで大きく曲折していることによる地形からの命名と推測している。また、1910年（明治43年）の古書には「聖居（ひじりおり）」という記述もある。
江戸時代には、肘折温泉から月山を始めとする出羽三山への参道口として多くの参詣客を集めた。肘折温泉には、天台宗寺院である「阿吽（あうん）院（片見氏）」が建てられた。現在も、月山の登山口として「肘折口」があり、登山道が整備されている。一方、葉山修験の拠点としても、真言宗寺院である「密蔵院（神野氏→横山氏）」があった。肘折温泉は出羽三山、葉山両山への参道口として多くの宿坊があった。
肘折地区の聖地として、老僧（地蔵権現）が住んでいた岩窟「地蔵倉」がある。
阿吽院が別当（祀り人）を務めたのは1611年（慶長16年）頃までで、以降は烏川へ移転している。それ以後密藏院である神野氏が別当を務め、現在に至る。密藏院は現在の丸屋旅館の位置にあった。明治期には宿坊「豊後屋」も営んだが、1902年（明治35年）に肘折から転居したため、亀屋旅館を営む横山氏が密藏院を引き継ぎ、現在も別当を務めている。
神野氏から横山氏に引き継がれるまでの数年間、熊高の宝乗院(羽黒修験)が別当を務めた、という話もある。
肘折温泉を訪れたことのある著名人は、斎藤茂吉・板垣家子夫（いたがき かねお）・河東碧梧桐・結城哀草果・鹿児島寿蔵・結城健三などの俳人・歌人。戊辰戦争の際に肘折を訪れた桑名藩兵、後の日本陸軍大将・立見尚文。付近の永松鉱山を経営した古河鉱業副社長、後の内閣総理大臣・原敬など。
明治期より名産品として木地挽物・こけしが作られてきた。肘折木地の始まりは現・柿崎伝蔵旅舘の先祖である初代柿崎伝蔵が、江戸末期に宮城鳴子に木地修行に行き、1877年（明治10年）頃に木地技術を持ち帰ったのが始まりである。その後、多くの弟子や流れ木地師の定住により当地の大産業に発展し、カネヤマ商店・横山仁右衛門商店、旧・尾形商店などがそれぞれ専属の木地師を抱えて、技術を切磋琢磨しあった。その過程で肘折こけしも系統の一つとして分けられて「肘折系」とされた。肘折温泉にはかつては多くの肘折系こけし工人がいたが、現在当地区内の工人数は1名である。
1989年（平成元年）10月16日、環境庁告示第48号により、肘折温泉郷として黄金温泉、石抱温泉とともに国民保養温泉地に指定。
1991年（平成3年）には、国民保養温泉地の中から、特に健康増進・保険的利用が可能な温泉地のみが選ばれる国民保健温泉地に指定された。山形県では、肘折温泉と碁点温泉の2ヶ所が指定されている。

## ギャラリー

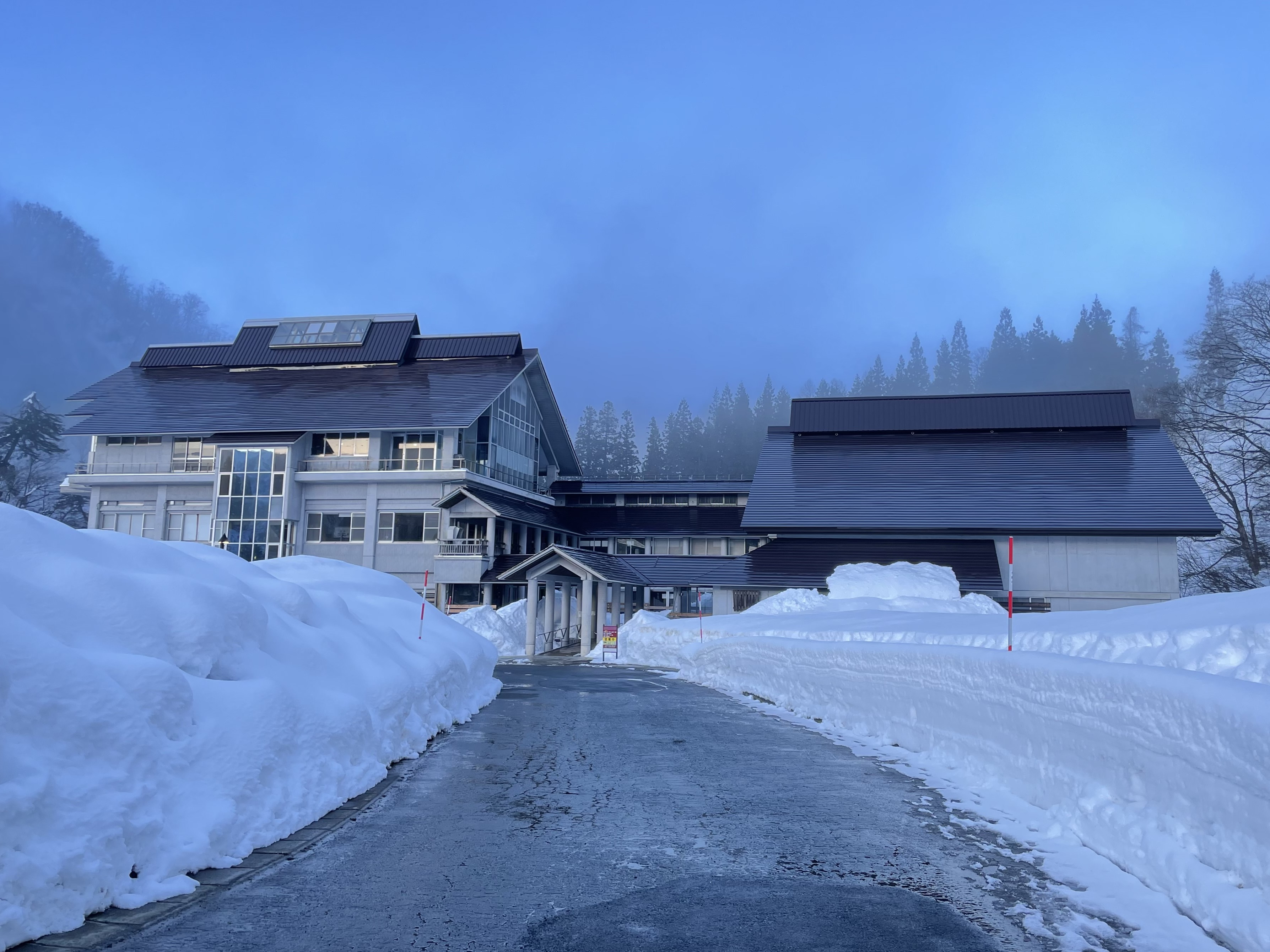
日帰り温泉、肘折いでゆ館
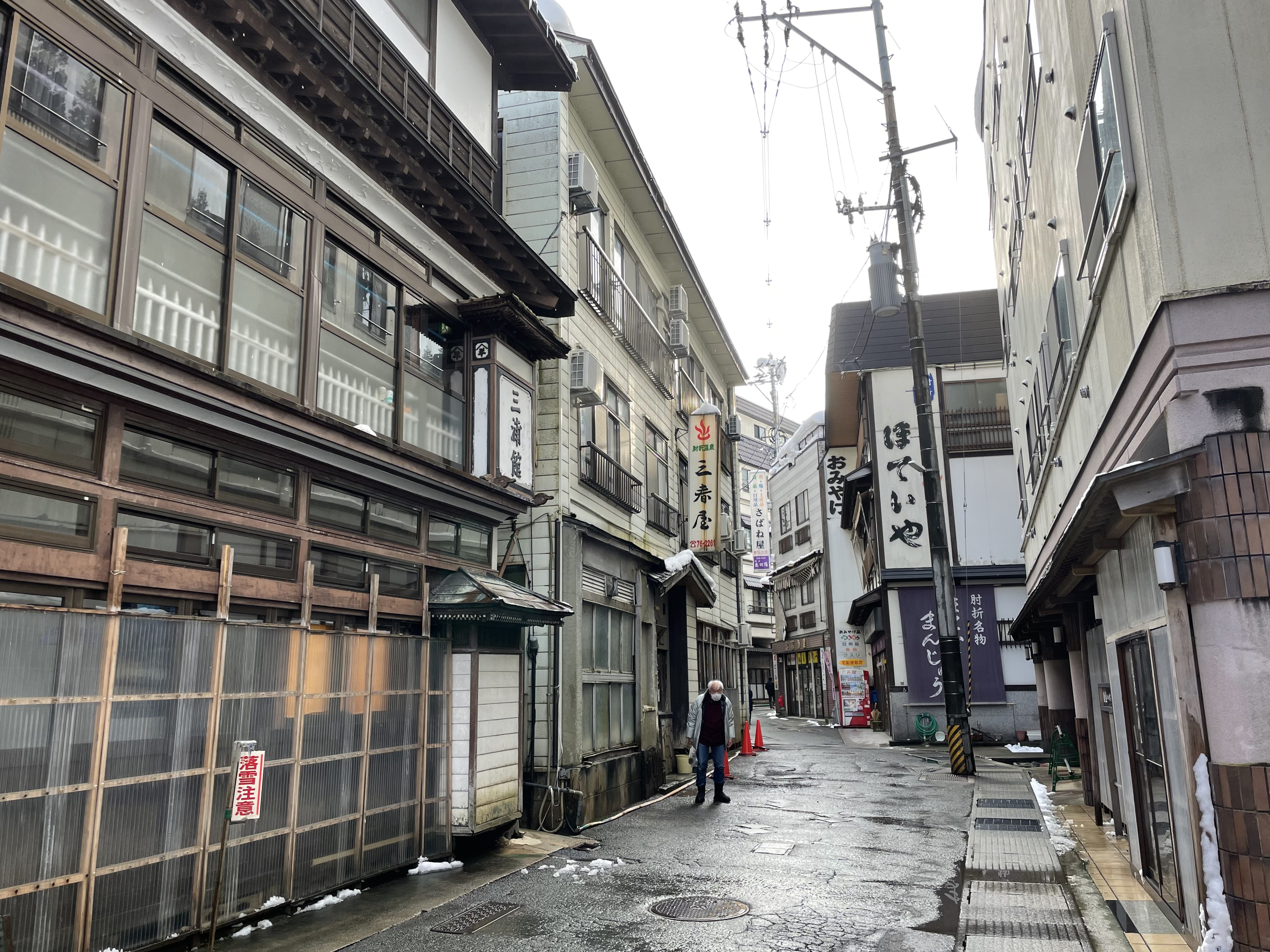
昼の肘折温泉街
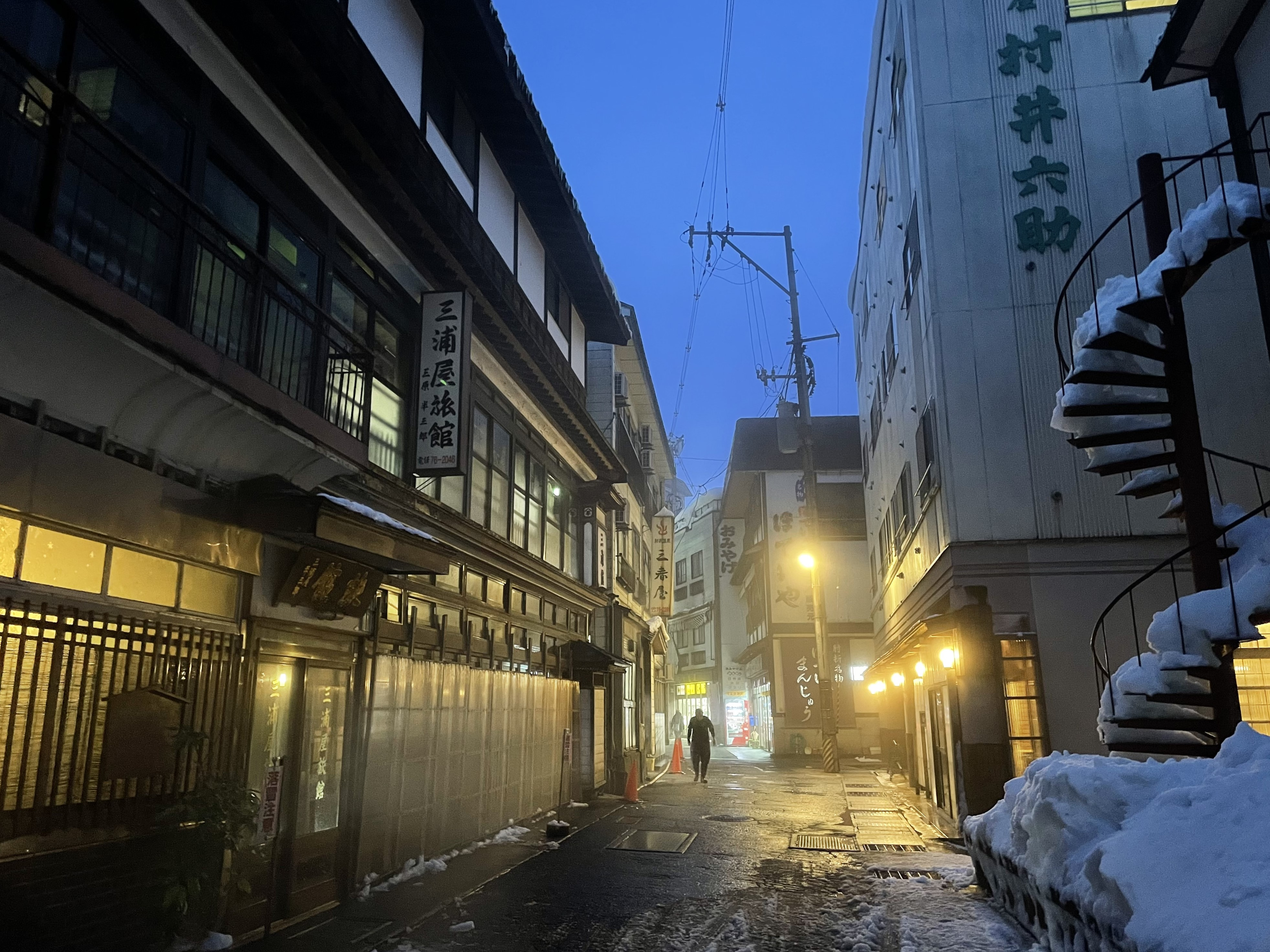
夜の肘折温泉街
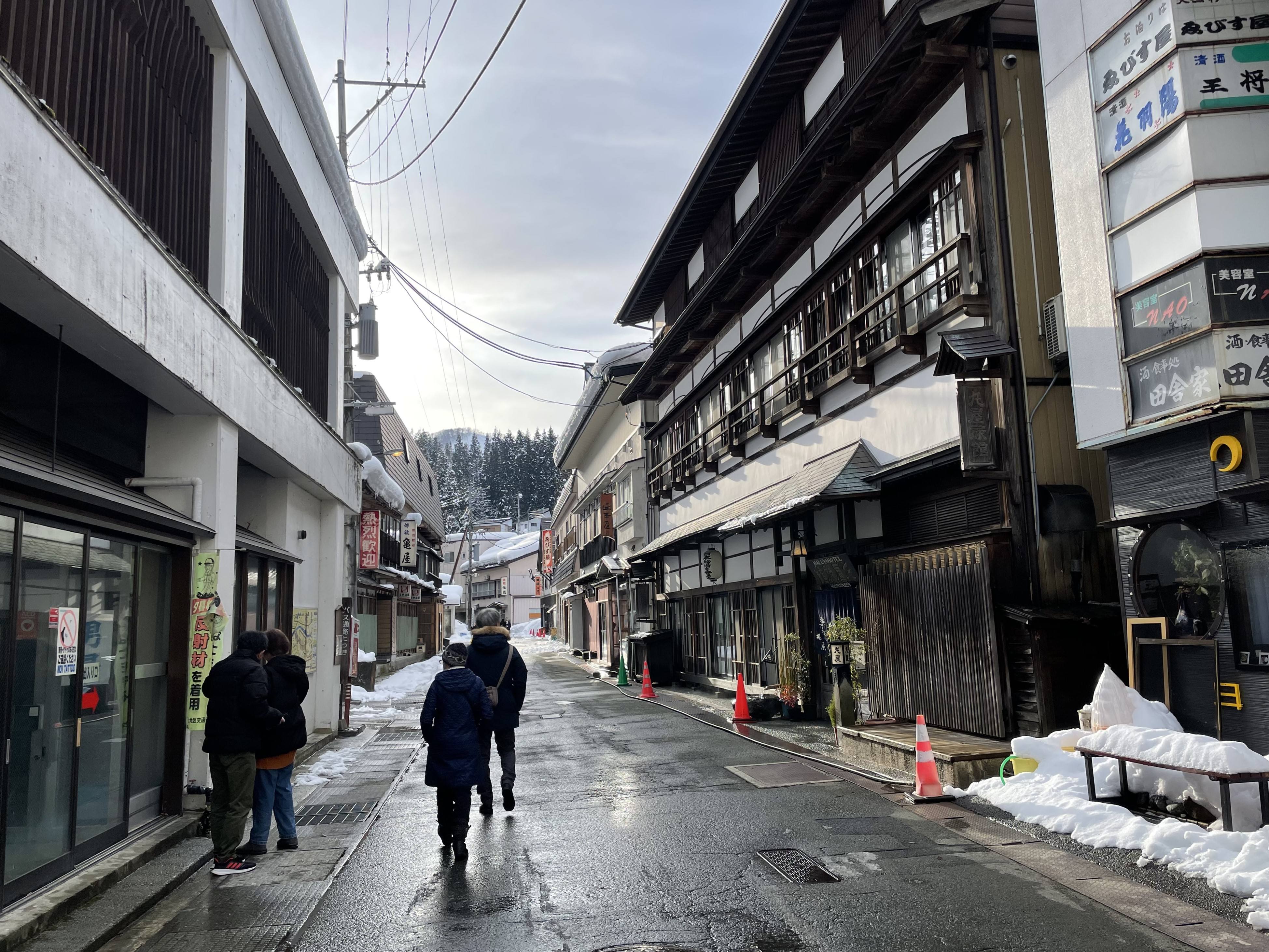
昼の肘折温泉街
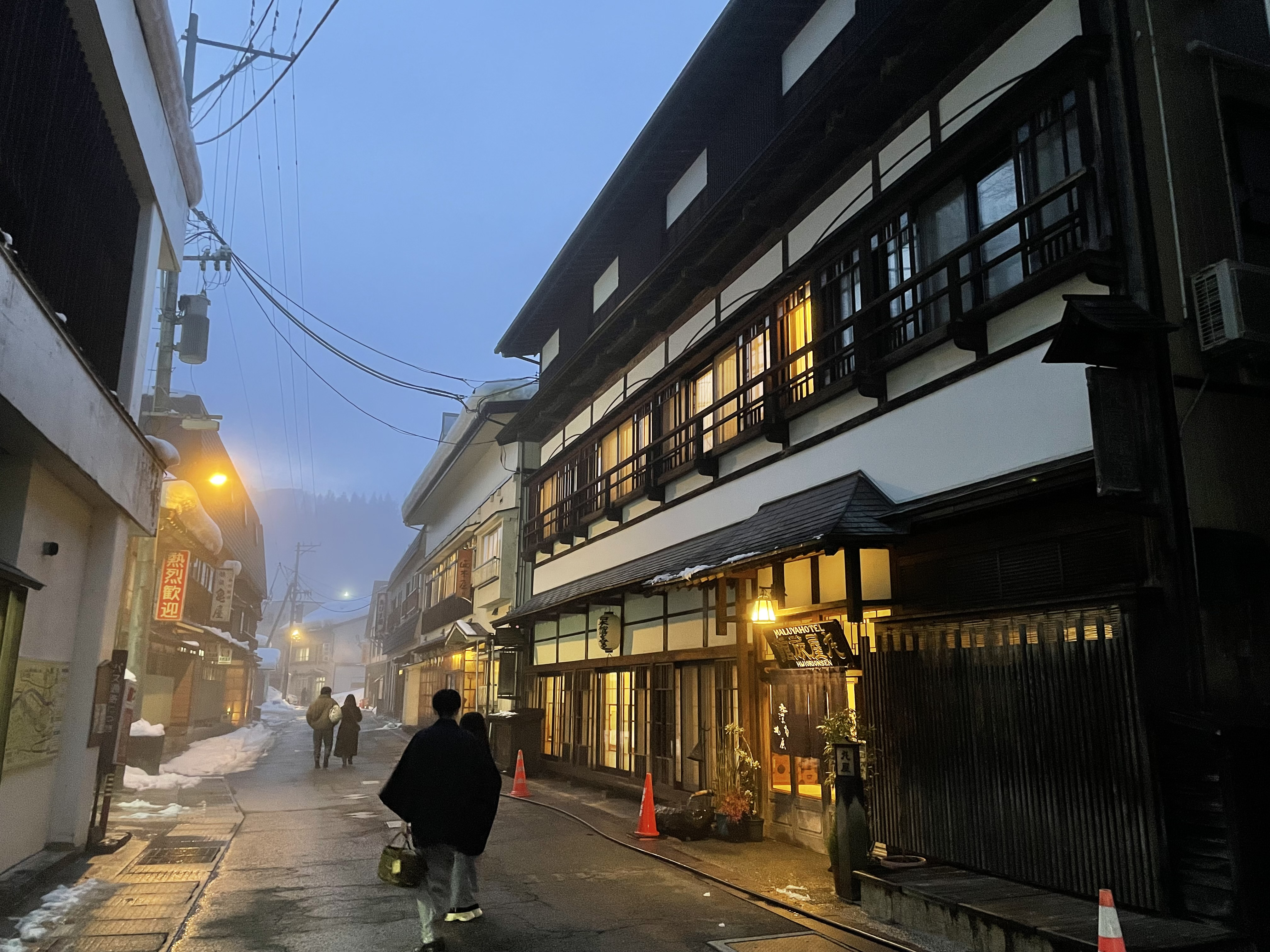
夜の肘折温泉街

## アクセス
JR新庄駅より大蔵村営バス「肘折ゆけむりライン」で約60分、「第一停留所」「第二停留所」「肘折温泉待合所」（終点）のいずれかで下車。